# Udine
Udine (friuli nyelven: Udin, szlovénul Videm, németül Weiden, latinul Utinum) város Olaszországban, Friuli-Venezia Giulia régióban, az azonos nevű megye székhelye. Az Adriai-tenger és a Karni-Alpok között fekszik, kb. 40 km-re az olasz-szlovén határtól. A város lakossága 2012-ben 100 500 fő volt, az agglomeráció lakossága 174 000 lakos. A város lakossága körében elterjedt a friuli nyelv használata, amelyet a településen a kétnyelvű közlekedési táblák is biztosítanak.

## Éghajlata
| Hónap                          | Jan.  | Feb.  | Már.  | Ápr. | Máj. | Jún. | Júl. | Aug. | Szep. | Okt. | Nov. | Dec.  | Év    |
| ------------------------------ | ----- | ----- | ----- | ---- | ---- | ---- | ---- | ---- | ----- | ---- | ---- | ----- | ----- |
| Rekord max. hőmérséklet (°C)   | 18,6  | 23,2  | 25,6  | 29,5 | 33,2 | 36,2 | 38,2 | 37,0 | 34,4  | 29,8 | 25,3 | 17,4  | 38,2  |
| Átlagos max. hőmérséklet (°C)  | 7,7   | 9,8   | 13,5  | 17,1 | 22,3 | 25,6 | 28,2 | 28,4 | 24,1  | 18,6 | 12,6 | 8,5   | 18,1  |
| Átlagos min. hőmérséklet (°C)  | −0,4  | 0,3   | 3,4   | 7,0  | 11,8 | 15,0 | 17,1 | 16,9 | 13,3  | 8,8  | 3,7  | 0,5   | 8,2   |
| Rekord min. hőmérséklet (°C)   | −14,6 | −11,6 | −10,0 | −4,8 | 1,4  | 5,6  | 8,2  | 6,6  | 3,0   | −3,2 | −8,4 | −18,6 | −18,6 |
| Átl. csapadékmennyiség (mm)    | 75    | 62    | 86    | 119  | 118  | 138  | 81   | 79   | 124   | 135  | 108  | 86    | 1211  |
| Forrás: Servizio Meteorologico |       |       |       |      |      |      |      |      |       |      |      |       |       |

## Története

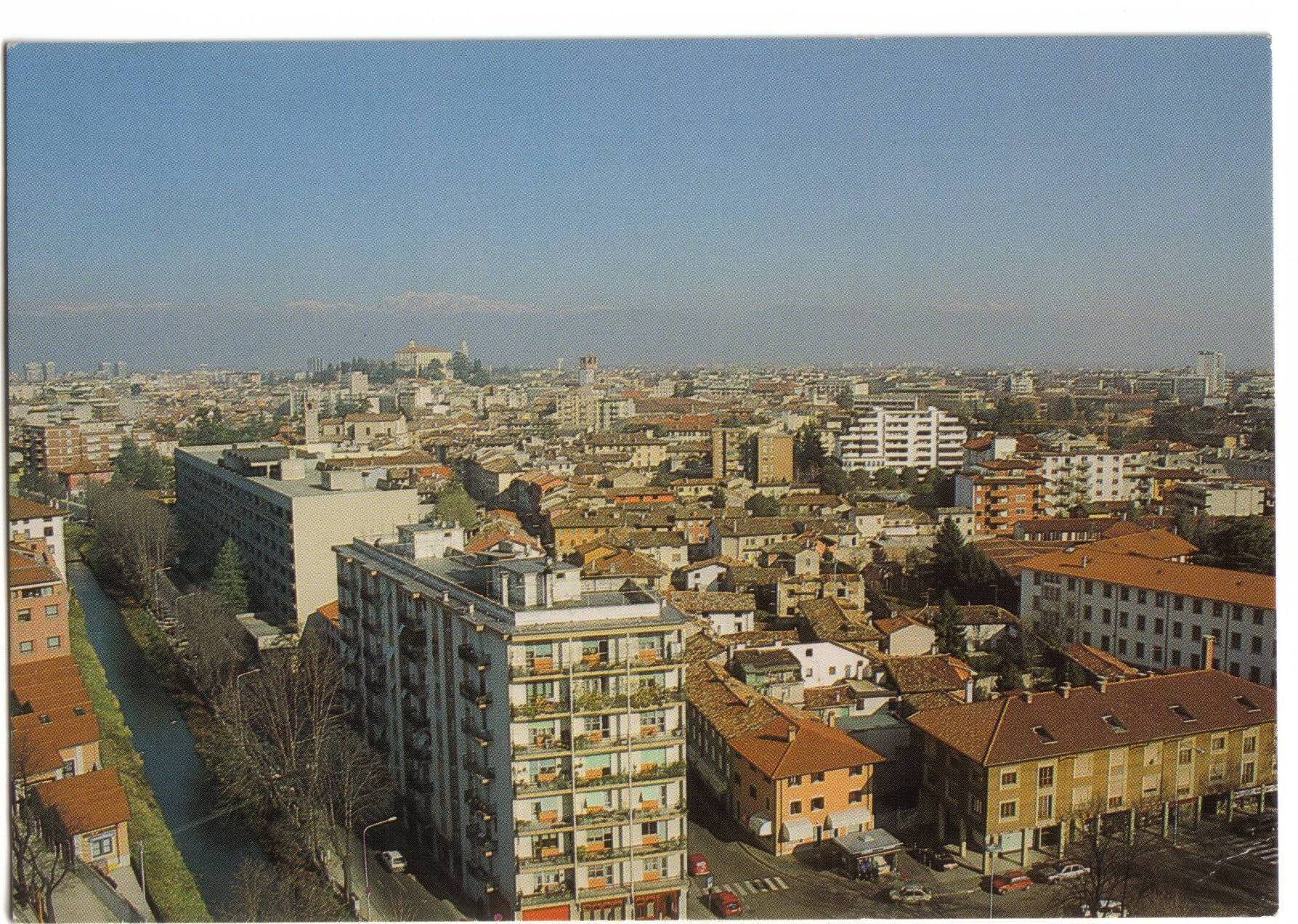
A város látképe az Alpok vonulatával a háttérben

A város Friuli történelmi székhelye. A vidéket már a neolitikum óta lakják, az első települést a legnagyobb valószínűséggel az illírek alapították. A Nyugatrómai Birodalom bukását követően, valamint Aquileia és a későbbiekben, Cividale eleste után stratégiai jelentősége megnőtt.
Lengyel Dénes Régi magyar mondák című könyvében (29. o.) így ír a város alapításáról:
„A hosszú ostrom miatt Attilának téli szállásra is szüksége volt, ezért elhatározta, hogy Aquiléja közelében erősséget építtet. Csakhogy ott sík volt a föld, sehol dombot nem talált. Ezért Attila hegyet teremtett: a katonák sisakjában és pajzsán földet hordatott, úgyhogy három nap alatt - mintha varázsszóra történt volna - állott a hegy.
Arra a hegyre építtette Attila azt a várost, amelyet ma is Udinénak hívnak. Jól tudja ezt Udine egész népe, s a város négyszögű tornyát most is így mutogatja a bámuló idegennek: Ihol Attila tornya!”
983-ból származik a város első írásos említése, egy adományozólevélben, amelyben II. Ottó német-római császár az aquileia pátriárkának, a vidék leghatalmasabb hűbérurának adományozza Utinum várát. 1223-ban alapították meg piacát és ezáltal hamarosan a vidék legjelentősebb gazdasági központjává nőtte ki magát.
1420-ban a Velencei Köztársaság hódította meg. 1511-ben egy tiszavirág-életű felkelés tört ki a városban. Ennek leverését követően, a megtorlások mellett súlyos földrengés sújtotta, valamint egy pestisjárvány. 1797-ig maradt velencei fennhatóság alatt, mint az állam második legnagyobb városa. Rövid ideig tartó francia megszállás után, 1805-től az Itáliai Királyság, majd 1814-től a Osztrák Császársággal perszonálunióban álló Lombard–Velencei Királyság része lett, majd 1866-ban az egyesült Olasz Királyság része.
Az első világháborúban, a caporettói áttörés előtt Udine volt a olasz vezérkar székhelye (Capitale della Guerra azaz a háború fővárosa). Az 1917-es sikeres caporettói offenzíva után az egész Friuli-vidékkel együtt osztrák–magyar közigazgatás alá került. A háború után rövid ideig az önálló Friuli régió székhelye lett, majd a Friuli-Venezia Giulia egyesített régió városa.
1978-ban megalapított egyetem fontos szerepet tölt be a város életében, 16.000 egyetemi hallgatójával együtt.

## Demográfia
A lakosság számának alakulása:

## Fő látnivalók
- A város egyik fő látványossága az aquileiai pátriárkák palotája a Palazzo Patriarcale, amelyet Giovanni Fontana tervei alapján 1517-ben egy korábbi palota helyén építettek, amely az 1511-es földrengés során elpusztult. Az osztrák uralom idején börtönnek használták.
- Az 1550-es években Andrea Palladio Udinében is tevékenykedett: néhány kevésbé jelentős épületet tervezett.
- A Santa Maria della Purità-templom Giambattista Tiepolo és fia Domenico Tiepolo freskóit őrzi.
- A Santa Maria in Castello-templom valószínűleg a legrégebbi templom a városban, története a Lombard Királyság idejére nyúlik vissza. 1263-ban veszítette el püspöki székhely státuszát, amikor megépült az új katedrális (Sant’Odorico)
- A város főtere a Piazza della Libertà. Számos értékes épület fogja körül:
  - Loggia del Lionello - 1448-1457 között épült velencei-gótikus stílusban.
  - Torre dell’Orologio - a velencei Szent Márk-teret díszítő óratorony mintájára épült, 1448-ban. 1876-ban leégett, de helyreállították.
  - Loggia di San Giovanni - Bernardino da Morcote tervezte reneszánsz loggia.
  - Szökőkút - Giovanni Carrara tervezte, 1542-ben.
  - A velencei oroszlán szobrát valamint az igazságosság allegóriáját ábrázoló alkotást tartó oszlopok, amelyeket 1614-ben állítottak.
  - A 19. századból származó Héraklész- és Béke-szobrok. Ez utóbbit I. Ferenc német-római császár ajándékozta a városnak a Campo Formió-i béke emlékére.
- Az udinei katedrális impozáns épület a város központjában, építését 1236-ban kezdték. Alaprajza latin kereszt alakú, három hajóval. 1335-ben szentelték fel Santa Maria Maggiore néven. A 18. század végén jelentős változáson esett át, aminek során elnyerte barokk formáját. Belsőjét Tiepolo, Amalteo és Ludovico Dorigny műalkotásai, a harangtorony alatti kápolnát Vitale da Bologna freskói díszítik. A város katedrálisában (Duomo) őrizték eredetileg a Breviarium Alaricianum törvénykönyvet, amelyet II. Alarich nyugati gót király adott ki.
- A város felé tornyosul a masszív vár (Castello), amelyet a velenceiek építettek 1517-től kezdődően. A mai reneszánsz külsője Giovanni da Udine beavatkozásainak eredménye.
- Az Orto Botanico Friulano növénytani gyűjtemény.

## Galéria

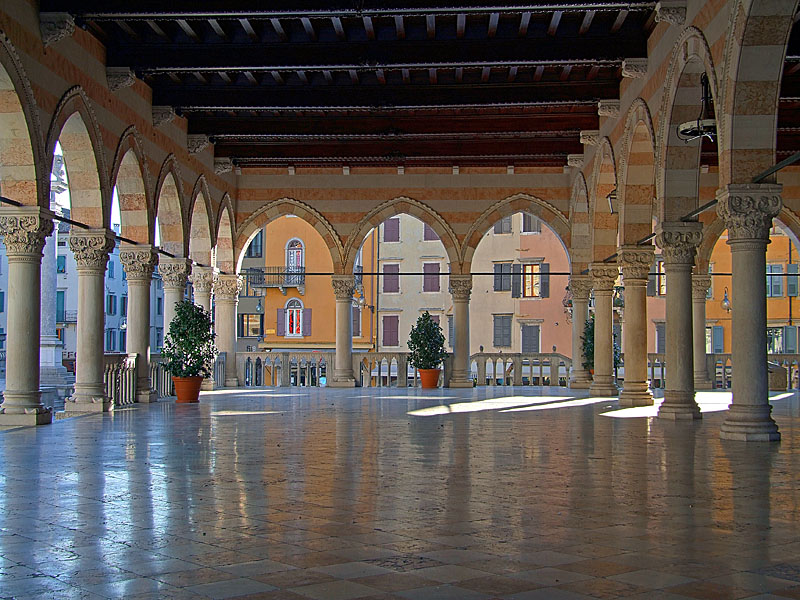
Loggia del Lionello.
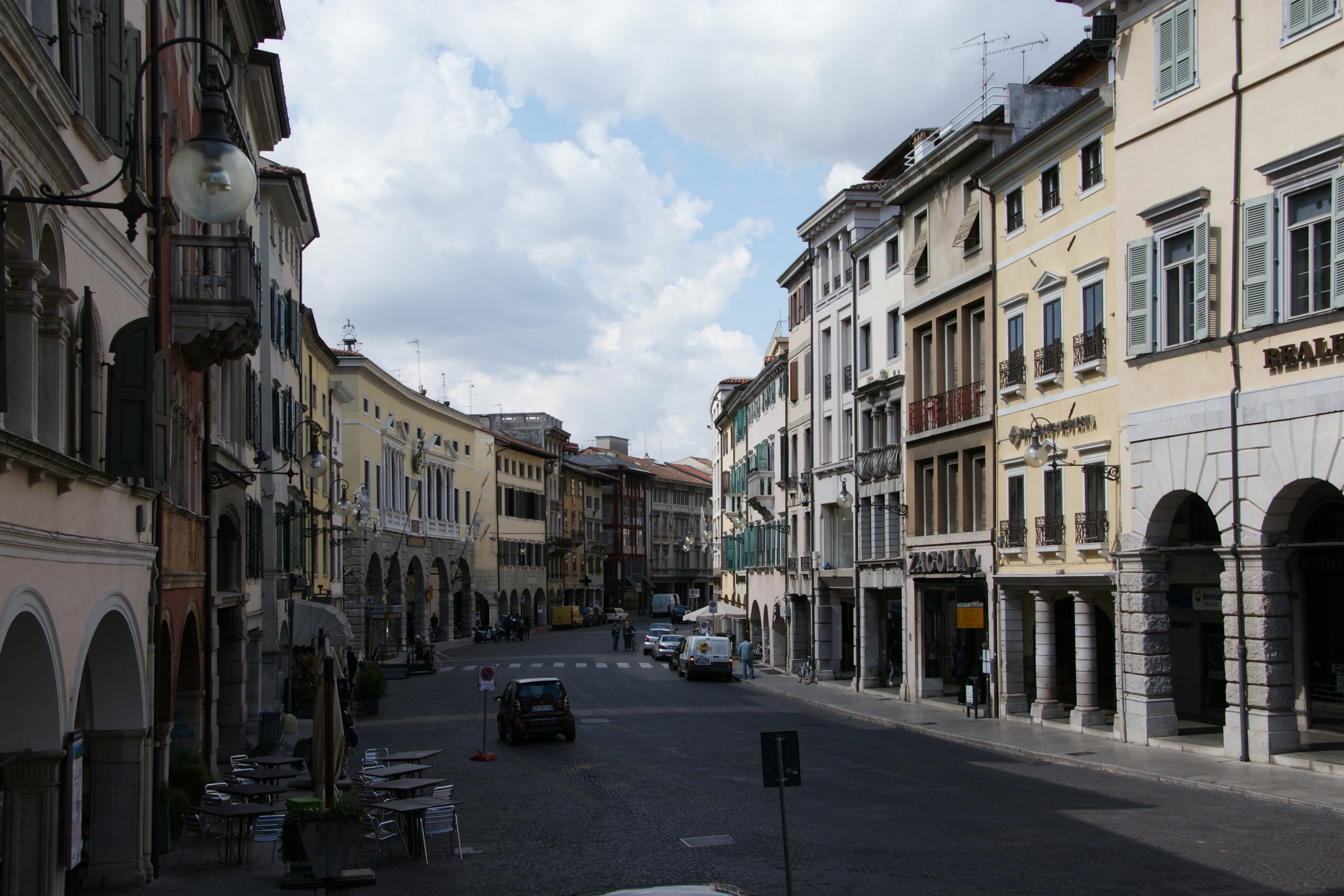
Via Mercatovecchio, a városközpont főutcája
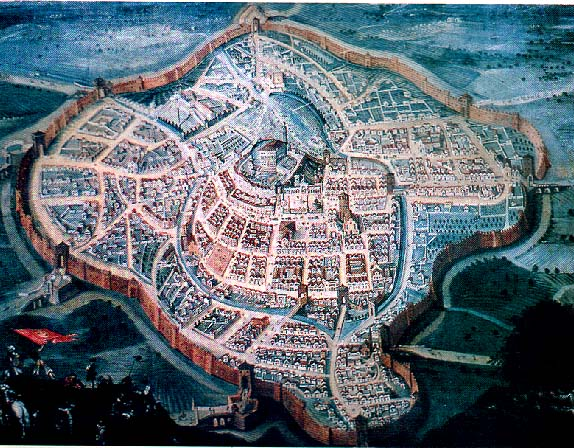
Régi térkép
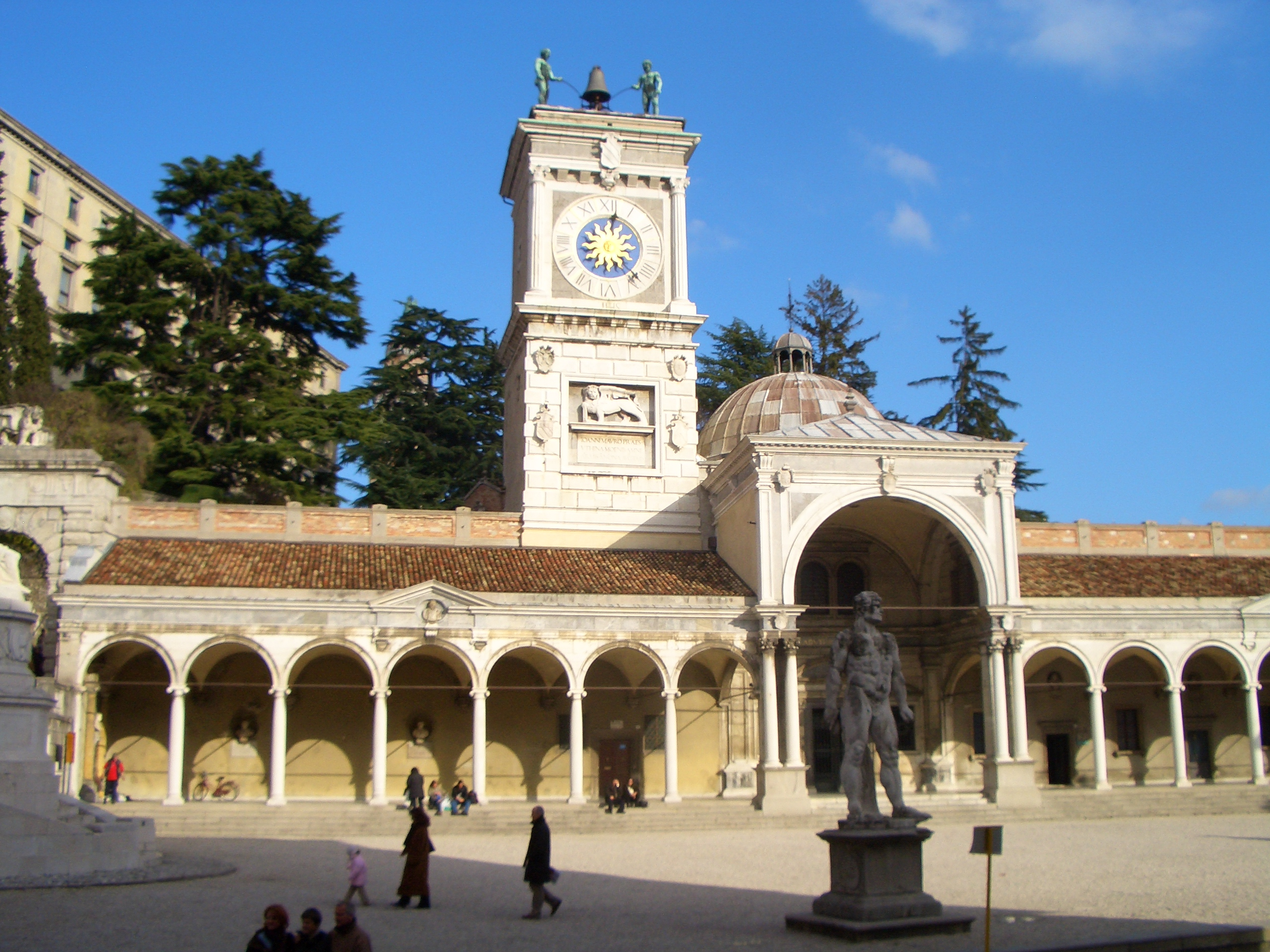
Piazza Libertà
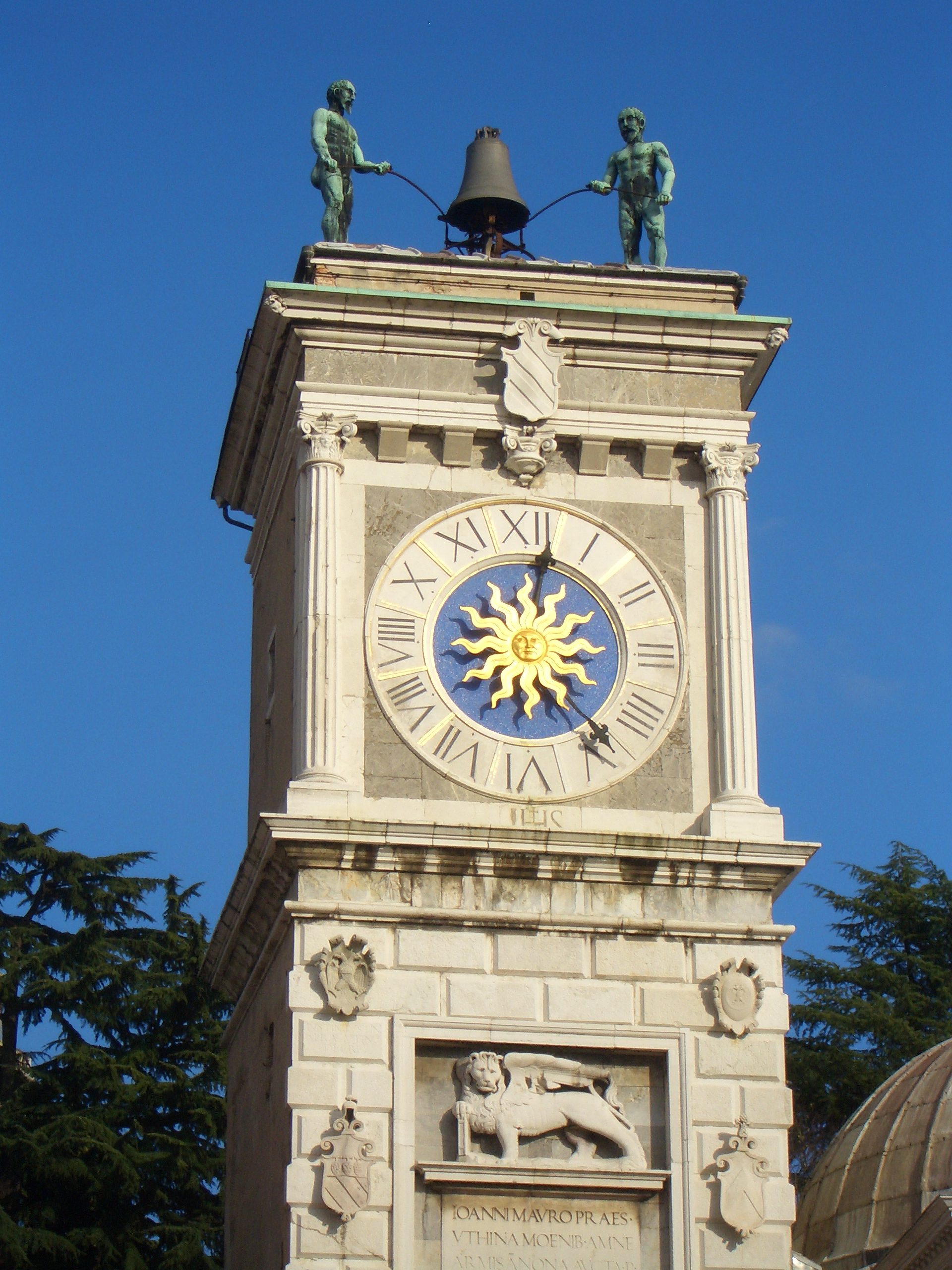
Az óratorony
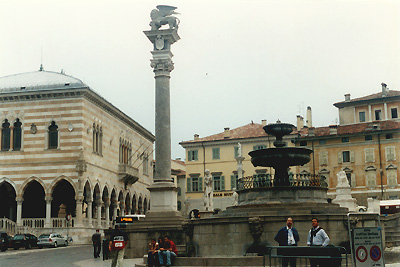
A Loggia del Lionello és a Piazza

## Kultúra
Udine egyeteme az Università degli studi di Udine.
A pátriárkai palotában működik a Museo Civico, amelyben számos jelentős festmény látható.
A város színháza a Teatro Giovanni da Udine.

## Sport
- Udinese Calcio - labdarúgás (1896-ban alapították)
- Snaidero Udine - kosárlabda

## Híres szülöttei
- Afro Basaldella, festő
- Mirko Basaldella, szobrász
- Enzo Bearzot, labdarúgóedző
- Luigi Bertoli, labdarúgó
- Raimondo D'Aronco, építész
- Giovanni da Udine, festő
- Tina Modotti, fényképész
- Bruno Sacco, designer
- Luigi Pio Tessitori, nyelvész
- Paolo Veneto, filozófus
- Dino Zoff, labdarúgó
- José Bragato, csellóművész, zeneszerző

## Testvérvárosai
- Esslingen am Neckar
- Vienne
- Neath Port Talbot
- Norrköping
- Schiedam
- Villach
- Albacete
- Windsor
- Resistencia
- Dilijan
- Maribor